# Kali nitrit
Kali nitrit (cần phân biệt với kali nitrat) là một hợp chất vô cơ với công thức hóa học KNO2. Nó là một muối ion tạo thành từ các ion kali K+ và ion nitrit NO2−, tạo thành một tinh thể màu trắng hoặc hơi vàng, có tính hút ẩm và hòa tan trong nước.
Nó là một chất oxy hóa mạnh và có thể đẩy nhanh quá trình đốt các vật liệu khác. Giống như các muối nitrit khác như natri nitrit, kali nitrit là chất độc nếu nuốt phải, và xét nghiệm cho thấy nó có thể gây đột biến hoặc gây quái thai. Găng tay và kính an toàn thường được sử dụng khi xử lý kali nitrit.